# Erik Herbert Lindqvist
Erik Herbert Lindqvist, född 27 juli 1896 i Stora Kopparbergs församling, Kopparbergs län, död den 26 februari 1959 i Stora Tuna församling, Kopparbergs län, var en svensk målare.
Han var son till gårdsägaren Erik August Lindqvist och Emilia Rapp och från 1925 gift med Karin Lindgren. Lindqvist var som konstnär autodidakt och bedrev självstudier under studieresor till Norge och privata studier för olika lokala Falukonstnärer. Han medverkade i samlingsutställningar med Dalarnas konstförening och genomförde ett antal smärre separatutställningar. Hans konst består av landskapsmålningar med skogs- och sjömotiv i olja eller akvarell. 